# Hayden Panettiere
Hayden Lesley Panettiere (født 21. august 1989) er en amerikansk skuespillerinde og sanger, som er bedst kendt for sin rolle som Claire Bennet i NBC tv-serien Heroes. Reklamen og sloganet for programmet "Save the Cheerleader, Save the World" (da: "Red Cheerleaderen, Red Verdenen"), hjalp Panettiere med at blive berømt. Hun spiller også Allys datter Maddie Harrington i tv-serien Ally.

## Biografi

### Opvækst
Panettiere er født den 21. august 1989 i Palisades, New York, USA som datter af Lesley R. Vogel, en tidligere sæbeoperaskuespiller og Alan L. "Skip" Panettiere, en brandmandsløjnant. Hun har en yngre bror, der også er skuespiller, Jansen Panettiere.
Panettiere gik på "South Orangetown Middle School" i New York, men efter 7. klasse gjorde hun sin high school færdig via hjemmeskoling, og har taget dramatimer og senere har udtalt, at hun stadig er "interesseret i at lære".

### Karriere

#### Skuespil
Panettiere begyndte at være model allerede i en alder af fem måneder. Kun 11 måneder gammel begyndte hun at være med i forskellige tv-reklamer, første reklame var for "Playskool". Hun fik rollen som Sarah Roberts på ABC-sæbeoperaen One Life to Live (1994- 1997) og senere som Lizzie Spaulding i CBS-sæbeoperaen Guiding Light, da hun var syv år gammel (1996 – 2000). Mens hun var med i Guiding Light, kæmpede Panettieres rolle Lizzie med leukæmi. Serien fik en "Special Recognition Award" fra "Leukemia & Lymphoma Society" for at bringe national opmærksomhed på sygdommen for daytime-seere.
Panettiere var som Claire Bennet NBC tv-serien Heroes som high school-cheerleaderen med regenerative helende evner. Med rollen i Heroes, blev hun en fast person i science fiction-konventionen, inviteret til at deltage i konventioner rundt om i verdenen i 2007, inklusiv "New York Comic-Con" og "Fan Expo Canada". På grund af hendes rolle, oplevede Panettiere nogle gange modstand, fordi "folk så hende enten som den 'populære cheerleader' eller 'blondinen'".
Hun har været med i flere spillefilm, også flere tv-film. Hun lagde stemme til myre-prinsessen Dot i Pixars CGI animerede film Græs-rødderne . Hun har også spillet rollen som Coach Yoasts datter, Sheryl, i Disney-filmen fra 2000 Remember The Titans. Samtidig, lagde hun stemme til Kairi i Kingdom Hearts-serien af videospil til Playstation 2. Panettiere var med i FOXs Ally McBeal som Ally McBeals datter og havde en tilbagevendende rolle Malcolm i Midten og gæstemedvirkede i Law & Order: SVU. Hun medvirkede i Bring It On: All or Nothing som en cheerleader og en rolle som Adelaide Bourbon i den selvstændige film Shanghai Kiss. Hun var også med i Disney Channels film Tiger Cruise som hovedrollen som Maddie Dolan.
Hun var med i filmen Fireflies in the Garden, som den yngre version af Emily Watsons karakter, Jane Lawrence. I juni 2007, under hun på at efterfølgende at blive præsenteret af "William Morris Agency", efter tidligere at være blevet præsenteret af "United Talent Agency" .

Bladet "Forbes" skrev, at hun havde tjent $2 million i 2007 .
Først i 2007, var Panettiere i det drillesyge Ashton Kutcher-produceret show, Punk'd. Episoden indeholdt hendes mor og en mandlig "fan", der diskutere hendes arbejde med hende og en jaloux reaktion fra mandens ægtefælle.

#### Sanger
Panettiere var i 1999 nomineret til en Grammy i kategorien: "Best Spoken Word Album for Children" for A Bug's Life Read-Along (2000). Panettiere sang også på soundtracket til Bring It On: All or Nothing sammen med hendes medstjerne Solange Knowles. Hun optog en sang, der hed "My Hero Is You" med en video til Disney Channel-filmen hun var i, Tiger Cruise. Hun optog også en sang med titlen "I Fly" til Disney-filmen Ice Princess, hun selv var med i. Hun optog en sang til kompilationen Girlnext og en anden sang til Girlnext 2. Hun sang også et covernummer til Disneymania 5. Hun optog sangen "Try" til filmen Bridge to Terabithias soundtrack fra 2007 og en ballade kaldet "I Still Believe" til Askepot III.
Panettieres stadig utitlet album vil blive udgivet i 2009 af "Hollywood Records" med en reklame for tøjkæden "Candie".
Panettieres første single, "Wake Up Call" vil blive digitalt udgivet den 5. august 2009 med "Candies" nye kampagne for singlen sidst i juli. "Candie" vil også støtte den nye single med et tv-spot og en musikvideo .

### Privat
I 2006, begyndte Panettiere at komme sammen med Stephen Colletti, den tidligere Laguna Beach: The Real Orange County, stjerne  Parret slog op i september 2007 .
I december 2007, blev det kendt, at hun nu var kæreste med sin Heroes-medskuespiller Milo Ventimiglia , selvom Panettiere havde benægtet dette i et interview med bladet GQ . Disse påstande blev ved med at komme i starten af 2008  og andre kilder har reporteret at Panettiere har spurgt Ventimiglia, om han ville flytte ind hos hende . Tirsdag den 22. april 2008, bekræftede Ventimiglia på BBC radiokanalen i "Breakfast Show", at han rigtigt nok var sammen med Panettiere .

#### Aktivist
Den 31. oktober 2007, deltog Panettiere aktivistdemonstration i Sea Shepherd for at forhindre den årlige delfinjagt i Taiji, Wakayama, Japan. Hun var også involveret i en konfrontation mellem japanske fiskere og 5 andre surfere fra Australien og USA (blandt tidligere Home and Away-stjernen Isabel Lucas). Konfrontationen varede i mere end 10 minutter, før surferne blev nødt til at vende tilbage til stranden og derefter forlod de landet . Fiskerne mener, at konflikten var et angreb på deres kultur .
Panettiere fortalte E! News , at der var blevet udsendt en arrestordre på hende i Japan på grund af konfrontationen . I november 2007, fik hun en "Compassion in Action Award" fra dyrerettighedsgruppen PETA for hendes forsøg på at stoppe delfinjagt i Japan . Hun er også vegetar .
Den 28. januar 2008, overrakte Panettiere et protestbrev til den norske ambassadør i USA, hvor der står at Norge skulle stoppe deres hvaljagt. Hun gav også et brev til den japanske ambassadør, for også at stoppe deres hvaljagt.
I 2007, blev Panettiere en officiel supporter af "Ronald McDonald House Charities" og er medlem af deres "celebrity board", kaldet "Friends of RMHC" .
Hun var involveret i en E-Bay-kendis-auktion til fordel for "Save the Whales Again!" Auktionen kørte fra 20. maj til 30. maj 2008 og gav den vindende byder en billet til at, sammen med 5 gæster, komme med Panettiere til en "fundraising"-middag i Hollywood-restauranten "Beso", som er ejet af skuespillerinden Eva Longoria. Auktionen inkluderer også en frokost og en "Blue Whale"-udkigsvagt ved Santa Barbara ved Californiens kyst..

## Filmografi
| År          | Film                                    | Rolle                                             | Bemærkninger                   |
| ----------- | --------------------------------------- | ------------------------------------------------- | ------------------------------ |
| 1994        | One Life to Live                        | Sarah 'Flash' Roberts #3 (1994–1997)              | Sæbeopera                      |
| 1996        | Guiding Light                           | Elizabeth 'Lizzie' Spaulding (1996-2000)          | Sæbeopera                      |
| 1998        | Græs-rødderne                           | Dot                                               | Stemme                         |
| 1998        | Manden i mit liv                        | Havfrue i skuespil                                |                                |
| 1998        | A will of their own                     |                                                   | Tv Mini serie                  |
| 1999        | Too Rich: The Secret Life of Doris Duke | Ung Doris Duke                                    | Miniserie                      |
| 1999        | Message in a Bottle                     | Pige i synkende båd                               |                                |
| 1999        | If You Believe                          | Ung Susan "Suzie" Stone/Alice Stone, Susans niece | Tv-film                        |
| 2000        | Remember the Titans                     | Sheryl Yoast                                      |                                |
| 2000        | Dinosaur                                | Suri                                              | Stemme                         |
| 2001-2002   | Ally                                    | Maddie Harrington                                 | Tv-serie                       |
| 2001        | Joe Somebody                            | Natalie Scheffer                                  |                                |
| 2001        | Glitter                                 | Ung Billie                                        |                                |
| 2001        | Law & Order: SVU                        | Ashley                                            | Episoden: Abuse                |
| 2001        | The Affair of the Necklace              | Ung Jeanne St.Rémy de Valois                      | Film                           |
| 2002        | Kingdom Hearts                          | Kairi                                             | Videospil                      |
| 2002        | The Mark of Kri                         | Tati                                              | Videospil                      |
| 2003        | Normal                                  | Patty Ann Applewood                               | Film                           |
| 2003 - 2005 | Malcolm in the Middle                   | Jessica                                           | Tv-serie                       |
| 2004        | Lies My Mother Told Me                  | Haylei Sims                                       | Tv-film                        |
| 2004        | The Dust Factory                        | Melanie Lewis                                     | Film                           |
| 2004        | Raising Helen                           | Audrey Davis                                      | Film                           |
| 2004        | Tiger Cruise                            | Maddie Dolan                                      | Tv-film                        |
| 2005        | Ice Princess                            | Gen Harwood                                       | Tv-film                        |
| 2005        | Racing Stripes/Fartstriber              | Channing Walsh                                    | Film                           |
| 2005        | Law and Order: Special Victims Unit     | Angela Agnelli                                    | Episoden: Hooked               |
| 2006        | Kingdom Hearts II                       | Kairi                                             | Videospil                      |
| 2006        | Bring It On: All or Nothing             | Britney Allen                                     | Direkte-til-DVD-film           |
| 2006        | The Architect                           | Christina Waters                                  | Film                           |
| 2006        | Mr.Gib                                  | Allyson 'Ally' Palmer                             | Film                           |
| 2006        | Commander in Chief                      | Stacy                                             | Episoden: Wind Beneath My Wing |
| 2006        | Heroes                                  | Claire Bennet                                     | Tv-serie - 2006 - 2010         |
| 2007        | Shanghai Kiss                           | Adelaide Bourbon                                  | Direkte-til-DVD-film           |
| 2008        | Fireflies in the Garden                 | Ung Jane Lawrence                                 | Feature Film                   |
| 2008        | Scooby-Doo and the Goblin King          | Fairy Princess Willow                             | Video                          |
| 2009        | I Love You Beth Cooper                  | Beth Cooper                                       | Film                           |
| 2009        | Hoodwinked 2: Hood vs. Evil             | Red                                               | Stemme Optagelser i gang       |
| 2009        | Alpha and Omega                         | TBA                                               |                                |
| 2009        | The Cove                                | Hayden Panettiere                                 | Dokumentar                     |
| 2010        | W.I.T.C.H. The Movie                    | Cornelia Hale                                     | Annonceret af Disney Exec's    |
| 2010        | American Dad!                           | Ashley                                            |                                |
| 2011        | SCRE4M 4                                | Kirby Reed                                        | Film                           |
| 2011        | Amanda Knox: Murder on Trial in Italy   | Amanda Know                                       | Tv-film                        |
| 2012        | The Black Hole                          | Paige Kessler                                     |                                |
| 2012        | The Forger                              | Amber                                             |                                |
| 2012        | Nashville                               | Juliette Barnes                                   | Tv-serie                       |
| 2013        | Over The Wall                           | Bully Jean                                        |                                |

### Awards og nomineringer
Academy of Science Fiction, Fantasy & Horror Films
- 2007: Vandt: "Saturn Award Best Supporting Actress in a Television Program" for: Heroes
- 2008: Nomineret: "Saturn Award Best Supporting Actress on Television" for: Heroes

Genesis Awards
- 2008: "Wyler Award"

Las Vegas Film Critics Society Awards
- 2000: Nomineret: "Sierra Award Youth in Film" for: Dinosaur Også for Remember the Titans

Newport Beach Film Festival
- 2007: Vandt: "Feature Film Award Acting" for: Shanghai Kiss

Phoenix Film Critics Society Awards
- 2001: Nomineret: "PFCS Award Best Performance by a Youth in a Leading or Supporting Role" for: Remember the Titans

Teen Choice Awards
- 2007: Vandt: "Choice TV Actress: Drama" for: Heroes
- Nomineret: "Teen Choice Award Choice TV: Breakout" for: Heroes

Vail Film Festival
- 2007: Vandt: "Rising Star Award"

Young Artist Awards
- 1999: Nomineret: "Best Performance in a Voice Over in a Feature or TV – Best Young Actress" for: Græs-rødderne
- 2000: Nomineret: "Best Performance in a TV Movie or Pilot – Young Actress Age Ten or Under" for: If You Believe
- 2001: Vandt: "Best Performance in a Feature Film – Supporting Young Actress" for: Remember the Titans
- 2002: Nomineret: "Best Performance in a Feature Film – Leading Young Actress" for: Joe Somebody
- 2005: Nomineret: "Best Performance in a TV Movie, Miniseries or Special – Leading Young Actress" for: Tiger Cruise
- 2007: Vandt: "Best Performance in a TV Series (Comedy or Drama) – Supporting Young Actress" for: Heroes

YoungStar Awards
- 2000: Nomineret: "Best Young Actress/Performance in a Daytime TV Series" for: The Guiding Light
- Nomineret: "Best Young Voice Over Talent" for: Dinosaur